# Ali Muhammad
Ali Muhammad Khan (nacido el 30 de noviembre de 1977) es un político paquistaní que se desempeñó como Ministro de Estado para Asuntos Parlamentarios del 17 de septiembre de 2018 al 10 de abril de 2022. Actualmente es miembro de la Asamblea Nacional de Pakistán desde febrero de 2024. Anteriormente se desempeñó como miembro desde agosto de 2018 hasta julio de 2022.

## Temprana edad y educación
Khan nació el 30 de noviembre de 1977 en una familia pastún en Mardan, Khyber Pakhtunkhwa.
También sirvió dos veces como ministro federal, pero después de él la familia prácticamente dejó de involucrarse en la política nacional.
Khan obtuvo su título de LLB en el Universal College Islamabad (UCI), y se matriculó allí después de ser asesorado por Barrister Masroor Shah, un abogado senior de la Corte Suprema.
También es ingeniero civil.

## Carrera política
Fue elegido miembro de la Asamblea Nacional de Pakistán como candidato del PTI del distrito electoral NA-10 (Mardan-II) en las elecciones generales de Pakistán de 2013. Recibió 46.531 votos y derrotó a un candidato del JUI-F.
Fue reelegido miembro de la Asamblea Nacional como candidato del PTI del distrito electoral NA-22 (Mardan-III) en las elecciones generales de Pakistán de 2018. Recibió 58.577 votos y derrotó a Moulana Mohammad Qasim.
El 17 de septiembre de 2018, fue incluido en el gabinete federal del primer ministro Imran Khan.
El 11 de mayo de 2023, fue arrestado y luego obtuvo la libertad bajo fianza y lo volvieron a arrestar ocho veces diferentes, y después de pasar 78 días en la cárcel, el 27 de julio fue puesto en libertad después de que el Tribunal Superior de Peshawar (PHC) interviniera para concederle la libertad bajo fianza.

## Controversias
En 2014, se registró un caso policial contra Khan después de que irrumpió en una comisaría y causó heridas a tres policías.
En 2017, Khan afirmó que aquellos que quieran secularizar Pakistán deberían "enmendarse o abandonar el país", ya que para él Pakistán siempre estuvo destinado a ser un estado islámico.